# Río Douze
El Douze es un río en el suroeste de Francia, tributario del Midouze, que atraviesa los departamentos de Gers y las Landas. Está incluido en el inventario de zonas naturales de interés ecológico, faunístico y florístico (ZNIEFF) del tipo 2 como "Valles del Douze y sus afluentes» y forma parte del espacio Natura 2000 «Red hidrográfica de los afluentes de Midouze».

## Geografía
El Douze nace en la región de Armagnac, en la localidad de Baccarisse, en el departamento de Gers, y se une con el Midou en Mont-de-Marsan, para formar el Midouze, afluente del Adur. Su longitud es de 123,6 km.

### Principales municipios atravesados
- Gers: Peyrusse-Grande, Espas, Manciet, Cazaubon.
- Landas: Labastide-d'Armagnac, Saint-Justin, Roquefort.

Atraviesa Mont-de-Marsan durante 5,7 km. En esta localidad, pertenece al dominio público fluvial.

## Historia
El río Douze se menciona como Adouse en 1140 y 1640.

## Hidrografía

### Principales afluentes
- (I) El Loumné, aguas abajo de Mauvezin-d'Armagnac;
- (D) El Lugardon, en Saint-Martin-de-Noët;
- (D) El Bergon, en Campagne-d'Armagnac;
- (D) El Estampon, en Roquefort, procedente de Parleboscq;
  - (D) Chatéou (o Losse), de Losse;
  - (I) Launet, de Estigarde;
  - (D) Bergonce (o Vialole ), de Losse;
  - (D) los Retjons, de Traverses.
- (D) la Gouaneyre, procedente del estanque de Graouillé ( Graulhè) al norte de Lencouacq.

## Galería

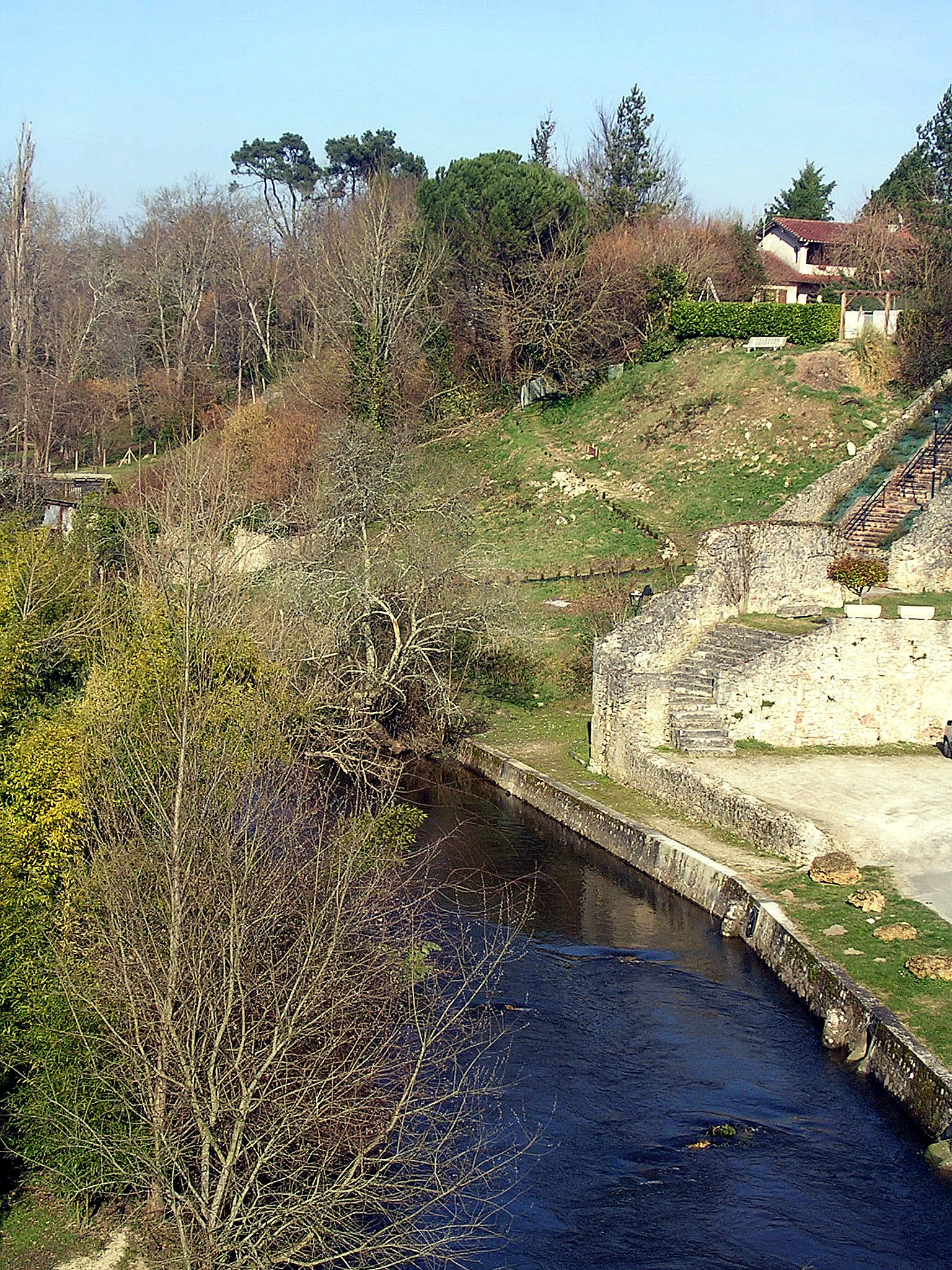
El Douze en Roquefort
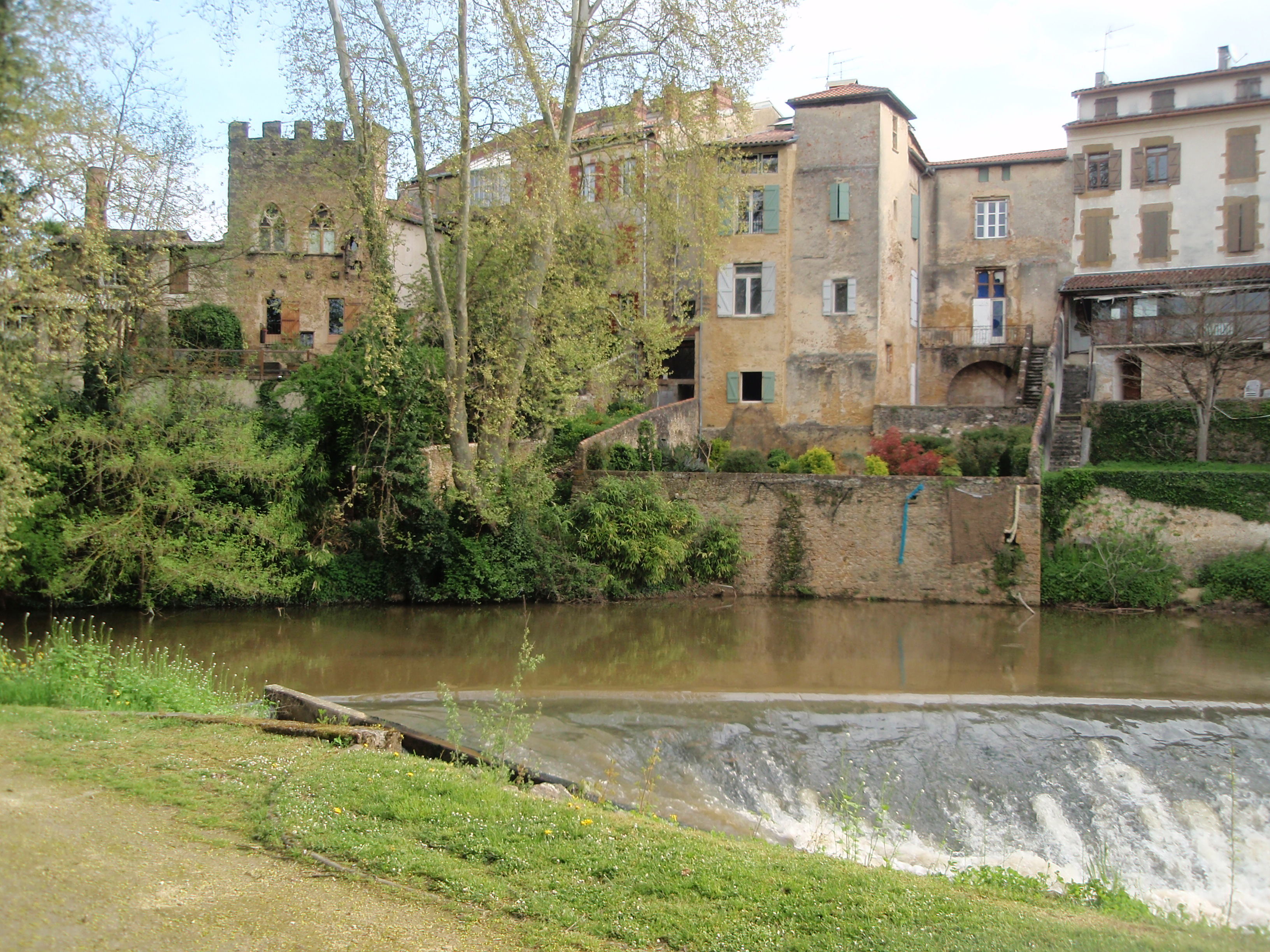
El Douze en Mont-de-Marsan, en su confluencia con el Midou